# Distrikt Huampara

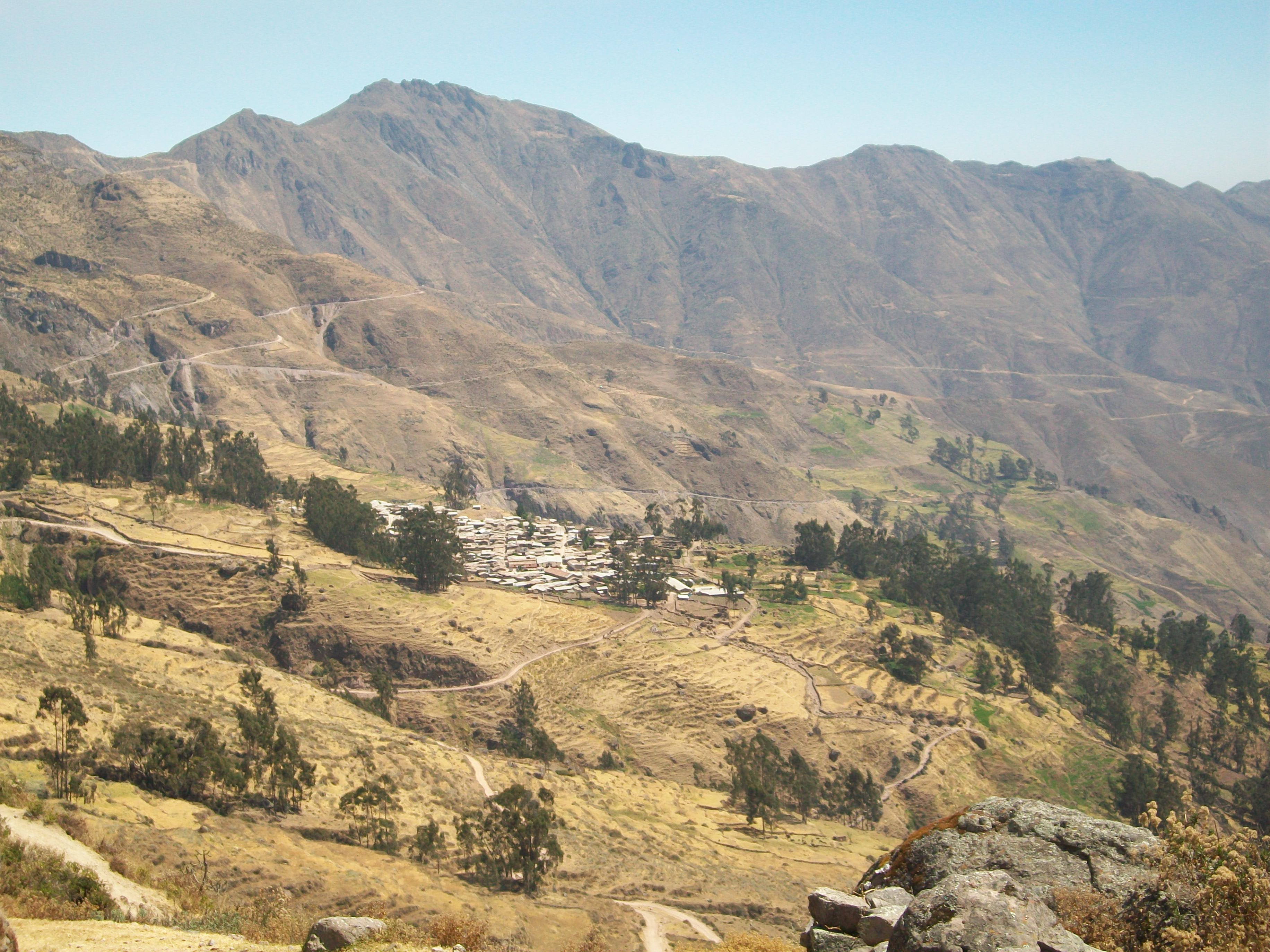
Im Vordergrund Ayaviri, die Landschaft dahinter liegt im Distrikt Huampara

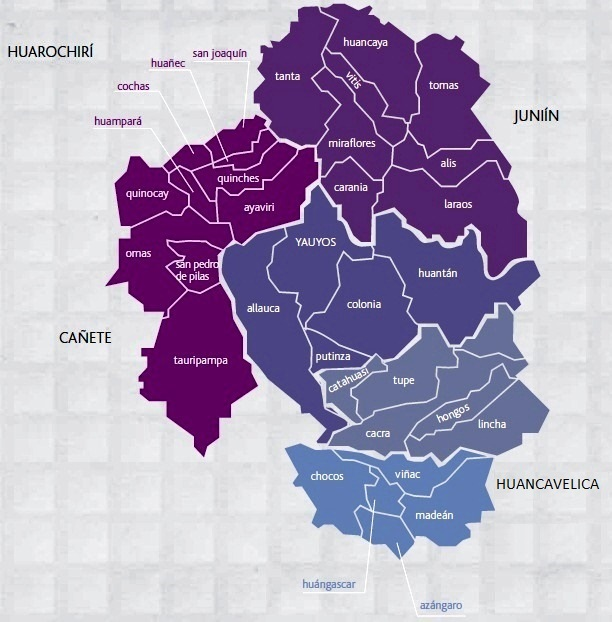
Karte der Provinz Yauyos

Der Distrikt Huampara, alternative Schreibweise: Distrikt Huampará, liegt in der Provinz Yauyos in der Region Lima im zentralen Westen von Peru. Der Distrikt wurde am 13. Mai 1936 gegründet. Er besitzt eine Fläche von 54,1 km². Beim Zensus 2017 lebten 166 Einwohner im Distrikt. Im Jahr 1993 lag die Einwohnerzahl bei 411, im Jahr 2007 bei 256. Die Distriktverwaltung befindet sich in der 2478 m hoch gelegenen Ortschaft Huampara mit 157 Einwohnern (Stand 2017). Huampara befindet sich 30 km westnordwestlich der Provinzhauptstadt Yauyos.

## Geographische Lage
Der Distrikt Huampara befindet sich in der peruanischen Westkordillere im Nordwesten der Provinz Yauyos. Er liegt am Südufer von Río Ayaviri und Río Quinches und reicht im Nordwesten bis zur Mündung des Río Quinches in den Río Mala.
Der Distrikt Huampara grenzt im Südwesten an den Distrikt Omas, im Westen an den Distrikt Quinocay, im Norden an den Distrikt Cochas, im Nordosten an den Distrikt Quinches sowie im Südosten an den Distrikt Ayaviri.